# Soldadura (material)

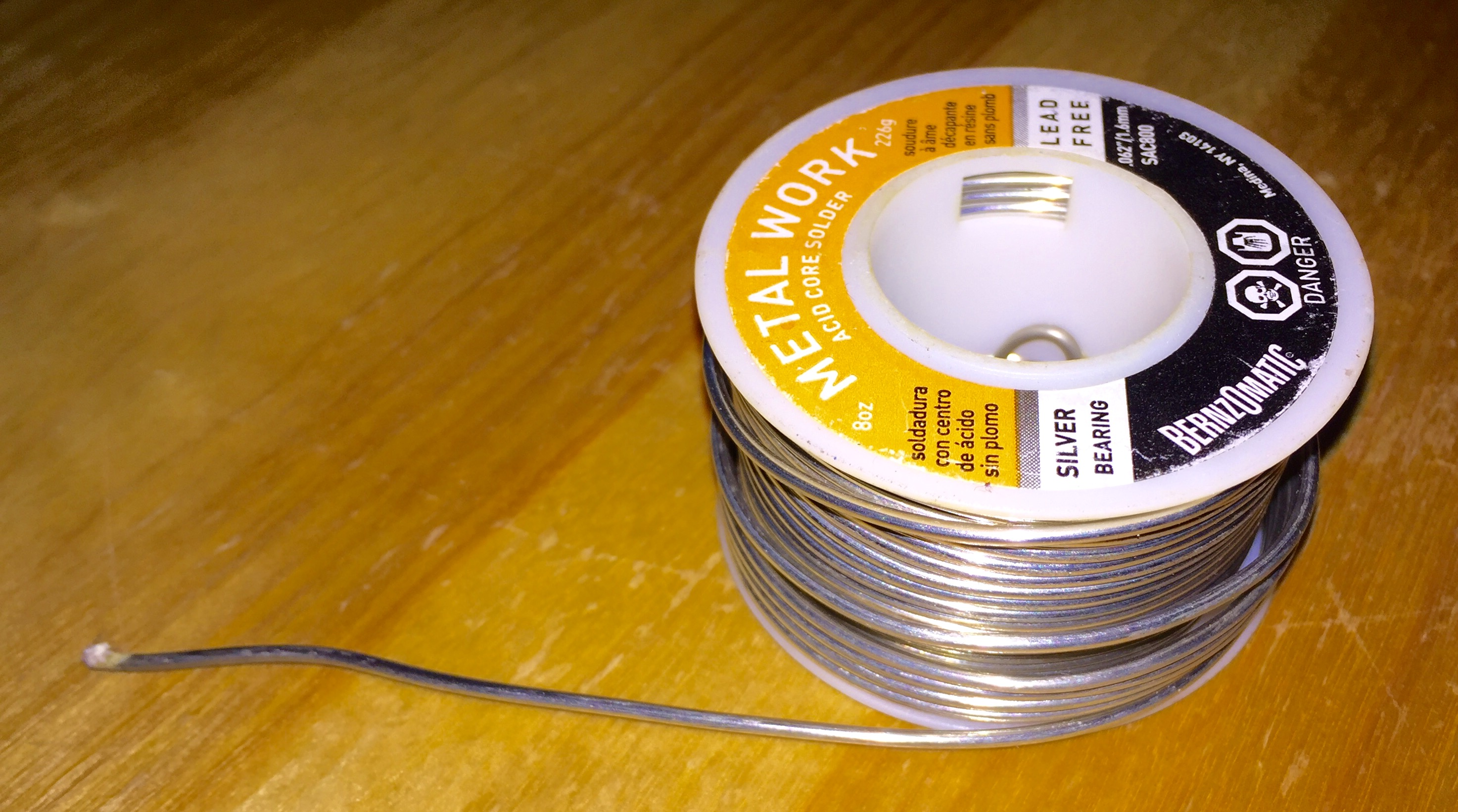
Rollo de soldadura de 1.6 mm de diámetro.

La soldadura es el material que se usa en la aleación metálica fusible para crear una unión permanente entre piezas metálicas. La soldadura se funde para humedecer las partes de la unión, donde se adhiere y conecta las piezas tras enfriarse. Los metales o aleaciones adecuados para su uso como soldadura deben tener un punto de fusión inferior al de las piezas que se van a unir. La soldadura también debe ser resistente a los efectos oxidantes y corrosivos que degradarían la unión con el paso del tiempo. La soldadura utilizada para realizar conexiones eléctricas también debe tener características eléctricas favorables.

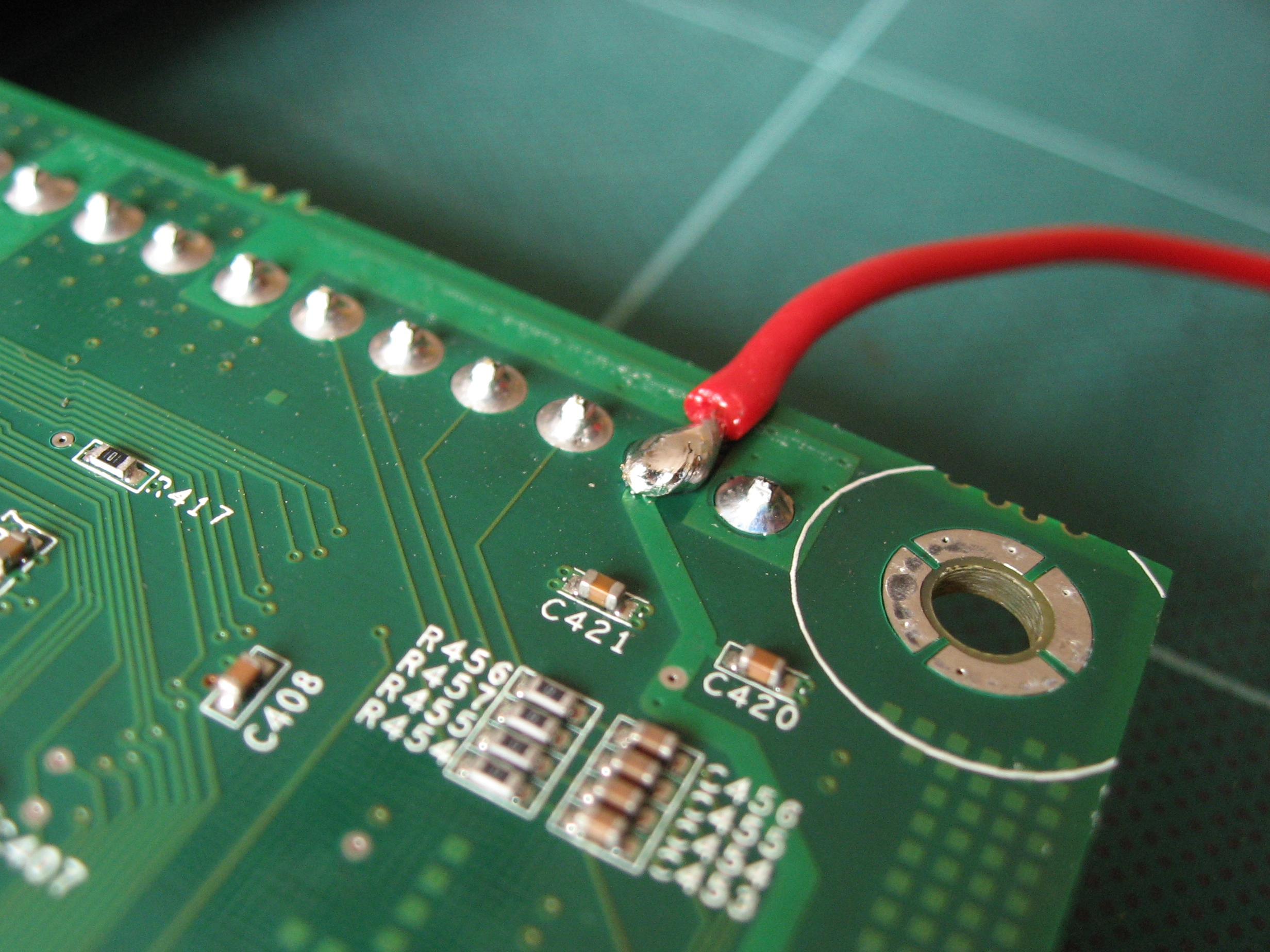
Unión soldada utilizada para unir un cable a una clavija pasante de un componente en la parte posterior de una placa de circuito impreso (no es una aplicación habitual de este tipo de uniones).

Las soldaduras blandas suelen tener un punto de fusión de entre 90 y 450 °C (de 360 a 720 K), y se suelen utilizar en electrónica, fontanería y chapistería. Las aleaciones que funden entre 180 y 190 °C (360 y 370 °F; 450 y 460 K) son las más utilizadas. La soldadura realizada utilizando aleaciones con un punto de fusión superior a 450 °C (840 °F; 720 K) se denomina "soldadura dura", "soldadura de plata" o soldadura fuerte.
En proporciones específicas, algunas aleaciones son eutécticas, es decir, el punto de fusión de la aleación es el más bajo posible para una mezcla de esos componentes, y coincide con el punto de congelación. Las aleaciones no eutécticas pueden tener temperaturas de solidus y liquidus marcadamente diferentes, ya que tienen transiciones líquidas y sólidas distintas. Las mezclas no eutécticas suelen existir como una pasta de partículas sólidas en una matriz fundida de la fase de fusión inferior cuando se acercan a temperaturas suficientemente altas. En los trabajos eléctricos, si se altera la unión mientras se encuentra en este estado "pastoso" antes de que se solidifique completamente, puede producirse una mala conexión eléctrica; el uso de soldaduras eutécticas reduce este problema. El estado pastoso de una soldadura no eutéctica puede aprovecharse en fontanería, ya que permite moldear la soldadura durante el enfriamiento, por ejemplo, para garantizar la estanqueidad de las uniones de las tuberías.
Para trabajos eléctricos y electrónicos, el alambre de soldadura está disponible en una gama de grosores para soldadura manual (la soldadura manual se realiza con un soldador o una pistola de soldar), y con núcleos que contienen fundente. También está disponible en forma de pasta a temperatura ambiente, como lámina preformada adaptada a la pieza de trabajo, que puede ser más adecuada para la producción en serie mecanizada, o en pequeñas "lengüetas" que pueden envolverse alrededor de la unión y fundirse con una llama cuando no se puede utilizar o no se dispone de un soldador, como por ejemplo en las reparaciones sobre el terreno. Las aleaciones de plomo y estaño se utilizaban habitualmente en el pasado y aún están disponibles; son especialmente prácticas para soldar a mano. El uso de soldaduras sin plomo ha ido en aumento debido a los requisitos normativos y a las ventajas para la salud y el medio ambiente de evitar los componentes electrónicos con plomo. Hoy en día se utilizan casi exclusivamente en electrónica de consumo.
Los fontaneros suelen utilizar barras de soldadura, mucho más gruesas que el alambre empleado en aplicaciones eléctricas, y aplican el fundente por separado; muchos fundentes aptos para fontanería son demasiado corrosivos (o conductores) para su uso en trabajos eléctricos o electrónicos. Los joyeros suelen utilizar soldadura en láminas finas, que cortan en trozos.

## Etimología
La palabra soldadura procede del inglés medio soudur, a través del francés antiguo solduree y soulder, del latín solidare, que significa "hacer sólido".

## Composición

### A base de plomo

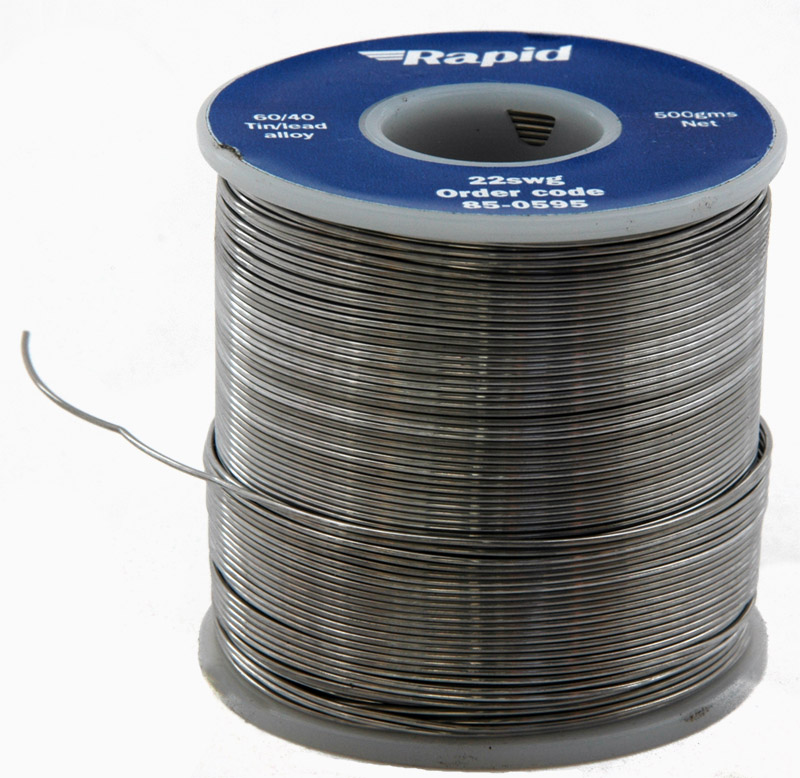
Soldadura SN_{60}Pb_{40.}

Las soldaduras de estaño-plomo (Sn-Pb), también llamadas soldaduras blandas, se comercializan con concentraciones de estaño de entre el 5 % y el 70 % en peso. Cuanto mayor es la concentración de estaño, mayor es la resistencia a la tracción y al cizallamiento de la soldadura. El plomo mitiga la formación de barba de estaño, aunque se desconoce el mecanismo exacto. Hoy en día, se utilizan muchas técnicas para mitigar el problema, incluyendo cambios en el proceso de recocido (calentamiento y enfriamiento), la adición de elementos como cobre y níquel, y la aplicación de revestimientos conformados. Las aleaciones utilizadas habitualmente para la soldadura eléctrica son 60/40 Sn-Pb, que funde a 188 °C (370 °F), y 63/37 Sn-Pb utilizada principalmente en trabajos eléctricos/electrónicos. Esta última mezcla es una aleación eutéctica de estos metales, que:
1. tiene el punto de fusión más bajo (183 °C o 361 °F) de todas las aleaciones de estaño-plomo; y
2. el punto de fusión es realmente un punto, no un intervalo.

En Estados Unidos, desde 1974, el plomo está prohibido en soldaduras y fundentes para aplicaciones de fontanería destinadas al consumo de agua potable, de acuerdo con la Ley de Agua Potable Segura (Safe Drinking Water Act). Históricamente, se utilizaba una mayor proporción de plomo, comúnmente 50/50. Esto tenía la ventaja de hacer que la aleación fuera más resistente a la corrosión. Esto tenía la ventaja de hacer que la aleación se solidificara más lentamente. Como las tuberías se encajaban físicamente antes de soldarlas, la soldadura podía limpiarse sobre la unión para garantizar la estanqueidad. Aunque las tuberías de agua de plomo fueron sustituidas por las de cobre cuando se empezó a comprender la importancia del envenenamiento por plomo, la soldadura de plomo se siguió utilizando hasta los años 80 porque se pensaba que la cantidad de plomo que podía filtrarse al agua a partir de la soldadura era insignificante en una unión soldada correctamente. El par electroquímico de cobre y plomo favorece la corrosión del plomo y el estaño. El estaño, sin embargo, está protegido por un óxido insoluble. Dado que se ha descubierto que incluso pequeñas cantidades de plomo son perjudiciales para la salud por ser una potente neurotoxina, el plomo de las soldaduras de fontanería se sustituyó por plata (aplicaciones alimentarias) o antimonio, a los que a menudo se añadía cobre, y se aumentó la proporción de estaño.
La adición de estaño, más caro que el plomo, mejora la mojabilidad de la aleación; el plomo por sí mismo tiene malas características humectantes. Las aleaciones de estaño-plomo con alto contenido en estaño tienen un uso limitado, ya que el rango de trabajabilidad puede ser proporcionado por una aleación más barata con alto contenido en plomo.
Las soldaduras de plomo-estaño disuelven fácilmente el chapado en oro y forman intermetálicos frágiles. La soldadura 60/40 Sn-Pb se oxida en la superficie, formando una compleja estructura de 4 capas: óxido de estaño(IV) en la superficie, debajo una capa de óxido de estaño(II) con plomo finamente disperso, seguida de una capa de óxido de estaño(II) con estaño y plomo finamente dispersos, y la propia aleación de soldadura debajo.
El plomo, y en cierta medida el estaño, tal y como se utiliza en las soldaduras contiene pequeñas pero significativas cantidades de impurezas radioisotópicas. Los radioisótopos que sufren desintegración alfa son motivo de preocupación debido a su tendencia a causar errores blandos. El polonio-210 es especialmente problemático; el polonio-210 se desintegra beta en bismuto-210, que a su vez se desintegra beta en polonio-210, un emisor intenso de partículas alfa. El uranio-238 y el torio-232 son otros contaminantes importantes de las aleaciones de plomo.

### Sin plomo

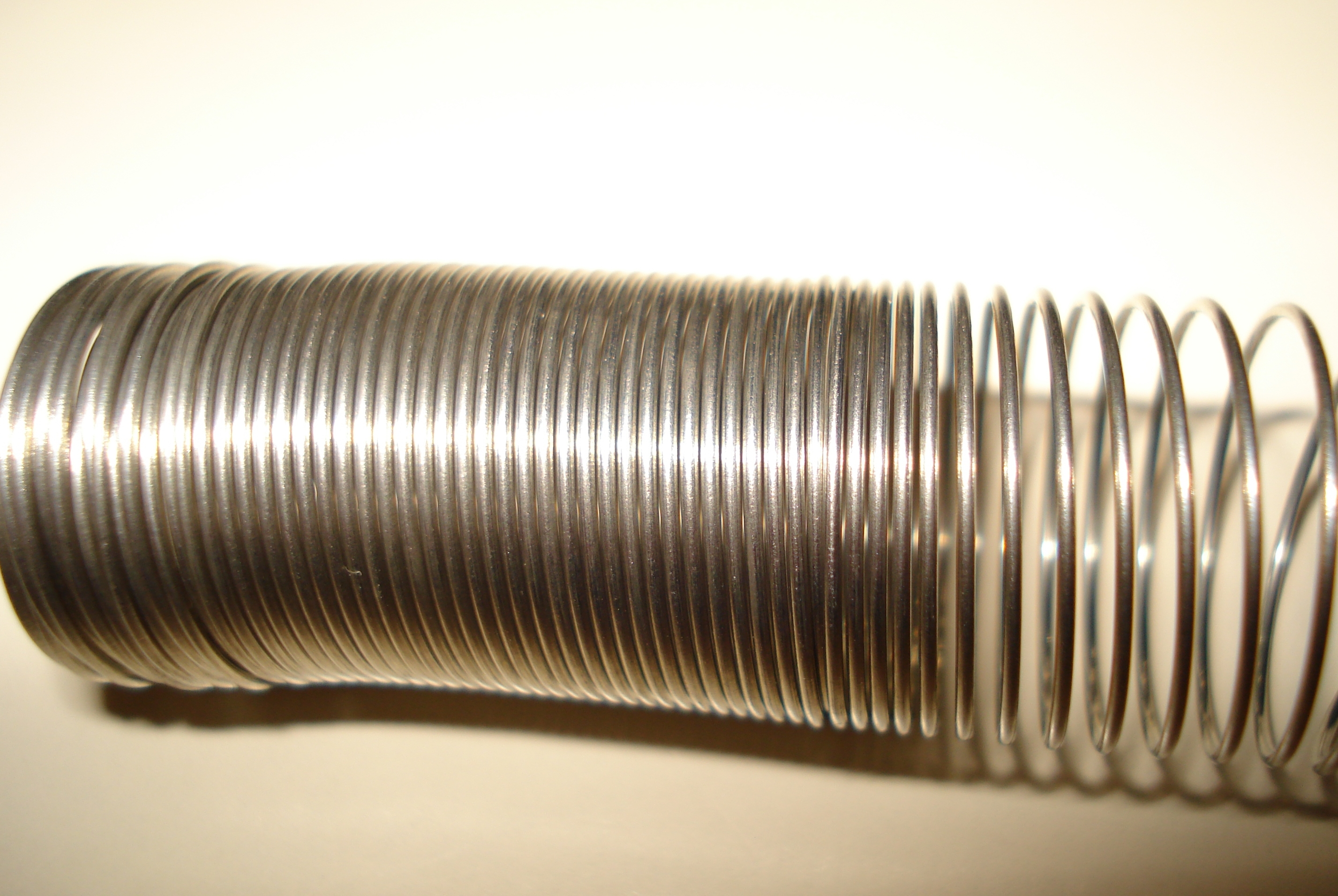
Hilo de soldadura de estaño puro.

La Directiva de la Unión Europea sobre residuos de aparatos eléctricos y electrónicos y la Directiva de Restricción de ciertas Sustancias Peligrosas en aparatos eléctricos y electrónicos se adoptaron a principios de 2003 y entraron en vigor el 1 de julio de 2006, restringiendo la inclusión de plomo en la mayoría de los aparatos electrónicos de consumo vendidos en la UE, y teniendo un amplio efecto en los aparatos electrónicos de consumo vendidos en todo el mundo. En EE. UU., los fabricantes pueden obtener ventajas fiscales si reducen el uso de soldaduras con plomo. Las soldaduras sin plomo de uso comercial pueden contener estaño, cobre, plata, bismuto, indio, zinc, antimonio y trazas de otros metales. La mayoría de los sustitutos sin plomo de las soldaduras convencionales 60/40 y 63/37 Sn-Pb tienen puntos de fusión entre 50 y 200 °C más altos, aunque también existen soldaduras con puntos de fusión mucho más bajos. Las soldaduras sin plomo suelen requerir alrededor de un 2% de fundente en masa para tener una capacidad de mojabilidad adecuada.

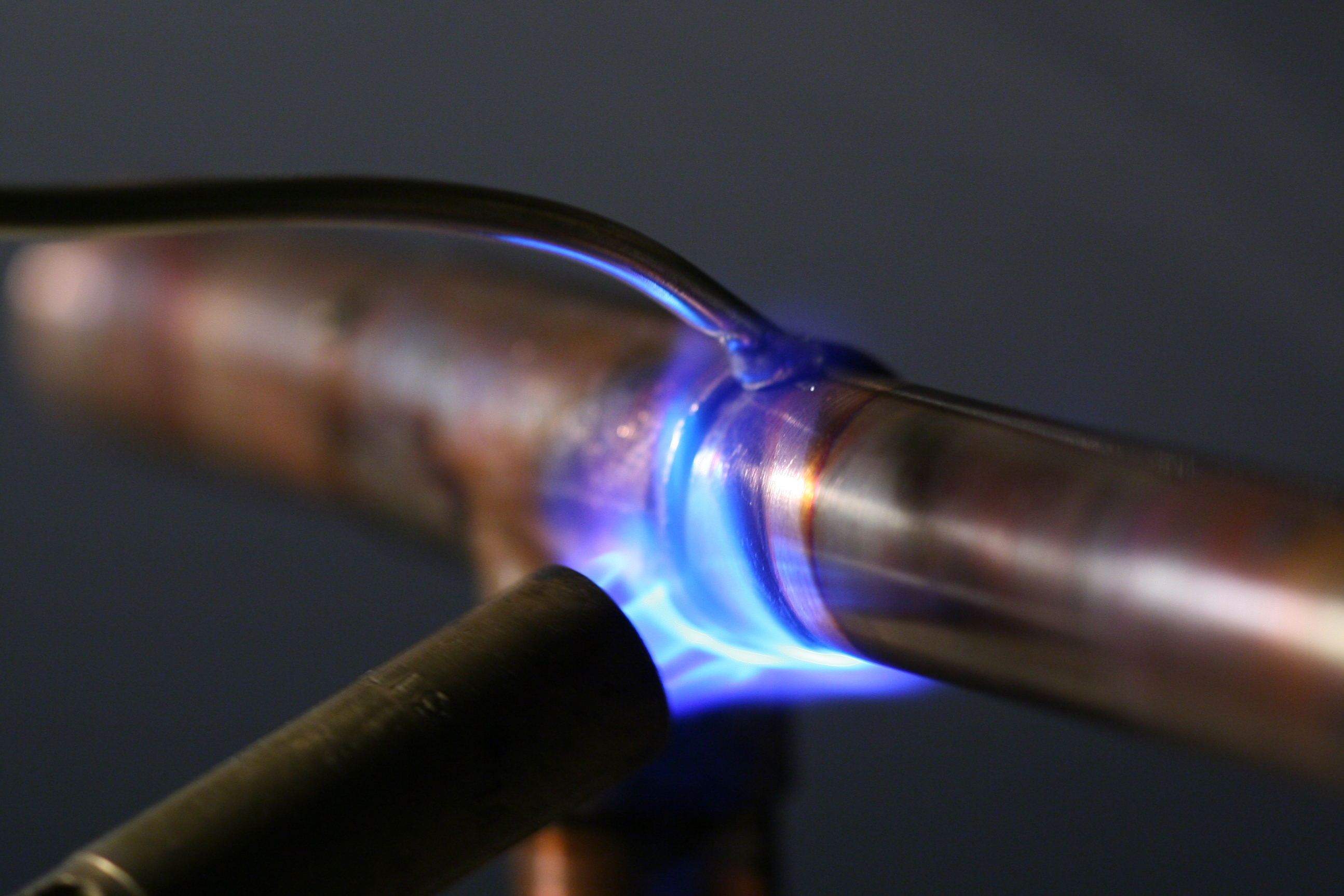
Soldadura de tubos de cobre con soplete de propano y soldadura sin plomo.

Cuando la soldadura sin plomo se utiliza en la soldadura por ola, puede ser conveniente utilizar un soldador ligeramente modificado (por ejemplo, revestimientos de titanio o impulsores) para reducir el coste de mantenimiento debido a la mayor captación de estaño de la soldadura con alto contenido de estaño.
Las soldaduras sin plomo están prohibidas en aplicaciones críticas, como proyectos aeroespaciales, militares y médicos, porque es probable que las uniones sufran fallos por fatiga del metal bajo tensión (como la producida por la dilatación y contracción térmicas). Aunque se trata de una propiedad que también poseen las soldaduras con plomo convencionales (como cualquier metal), el punto en el que suele producirse la fatiga por tensión en las soldaduras con plomo está muy por encima del nivel de tensiones que se dan normalmente.
Las soldaduras de estaño-plata-cobre (Sn-Ag-Cu, o SAC) son utilizadas por dos tercios de los fabricantes japoneses para la soldadura por reflujo y por ola, y por cerca del 75 % de las empresas para la soldadura manual. El uso generalizado de esta popular familia de aleaciones de soldadura sin plomo se basa en el reducido punto de fusión del comportamiento eutéctico ternario Sn-Ag-Cu (217 °C; 423 °F), que está por debajo del eutéctico 22/78 Sn-Ag (% en peso) de 221 °C (430 °F) y del eutéctico 99,3/0. El comportamiento eutéctico ternario del Sn-Ag-Cu y su aplicación para el ensamblaje de componentes electrónicos fue descubierto (y patentado) por un equipo de investigadores del Laboratorio Ames, la Universidad Estatal de Iowa y los Laboratorios Nacionales Sandia-Albuquerque.
Gran parte de la investigación reciente se ha centrado en la adición de un cuarto elemento a la soldadura Sn-Ag-Cu, con el fin de proporcionar compatibilidad para la velocidad de enfriamiento reducida del reflujo de la esfera de soldadura para el ensamblaje de conjuntos de rejilla de bolas. Ejemplos de estas composiciones de cuatro elementos son 18/64/14/4 estaño-plata-cobre-zinc (Sn-Ag-Cu-Zn) (intervalo de fusión de 217-220 °C) y 18/64/16/2 estaño-plata-cobre-manganeso (Sn-Ag-Cu-Mn; intervalo de fusión de 211-215 °C).
Las soldaduras a base de estaño disuelven fácilmente el oro, formando uniones intermetálicas frágiles; para las aleaciones Sn-Pb, la concentración crítica de oro para fragilizar la unión es de aproximadamente el 4%. Las soldaduras ricas en indio (normalmente indio-plomo) son más adecuadas para soldar capas de oro más gruesas, ya que la velocidad de disolución del oro en el indio es mucho más lenta. Las soldaduras ricas en estaño también disuelven fácilmente la plata; para soldar metalizaciones o superficies de plata, son adecuadas las aleaciones con adición de plata; las aleaciones sin estaño también son una opción, aunque su capacidad de mojabilidad es menor. Si el tiempo de soldadura es lo suficientemente largo como para formar los intermetálicos, la superficie de estaño de una unión soldada a oro es muy mate.

### Soldadura dura
Las soldaduras duras se utilizan para soldar y se funden a temperaturas más altas. Las más comunes son las aleaciones de cobre con zinc o plata.
En orfebrería o joyería, se utilizan soldaduras duras especiales que pasan el ensayo. Contienen una elevada proporción del metal que se suelda y en estas aleaciones no se utiliza plomo. Estas soldaduras varían en dureza, que se designa como "esmalte", "dura", "media" y "fácil". La soldadura de esmaltado tiene un punto de fusión alto, cercano al del propio material, para evitar que la unión se desuelde durante la cocción en el proceso de esmaltado. Los demás tipos de soldadura se utilizan en orden decreciente de dureza durante el proceso de fabricación de un artículo, para evitar que una costura o unión soldada previamente se desuelde mientras se sueldan otros puntos. Por la misma razón, las soldaduras fáciles también se suelen utilizar para reparaciones. El fundente también se utiliza para evitar que las uniones se desuelden.
La soldadura de plata también se utiliza en la fabricación para unir piezas metálicas que no se pueden soldar. Las aleaciones utilizadas para estos fines contienen una elevada proporción de plata (hasta el 40 %), y también pueden contener cadmio.

### Aleaciones
Los distintos elementos desempeñan diferentes funciones en la aleación de soldadura:
- El antimonio se añade para aumentar la resistencia sin afectar a la humectabilidad. Evita la plaga del estaño. Debe evitarse en metales zincados, cadmiados o galvanizados, ya que la unión resultante es quebradiza.[18]
- El bismuto reduce significativamente el punto de fusión y mejora la humectabilidad. En presencia de suficiente plomo y estaño, el bismuto forma cristales de Sn16Pb32Bi52 con un punto de fusión de sólo 95 °C, que se difunde a lo largo de los límites de grano y puede provocar el fallo de la unión a temperaturas relativamente bajas. Por tanto, una pieza de alta potencia preestañada con una aleación de plomo puede desoldarse bajo carga cuando se suelda con una soldadura que contiene bismuto. Estas uniones también son propensas a agrietarse. Las aleaciones con más de un 47% de Bi se dilatan al enfriarse, lo que puede utilizarse para compensar las tensiones de desajuste por dilatación térmica. Retarda el crecimiento de los barba de estaño. Relativamente caro, disponibilidad limitada.
- El cobre mejora la resistencia a la fatiga por ciclos térmicos y las propiedades de mojabilidad de la soldadura fundida. También ralentiza la velocidad de disolución del cobre de la placa y de los conductores de las piezas en la soldadura líquida. El cobre en las soldaduras forma compuestos intermetálicos. Se puede emplear una solución sobresaturada (en torno al 1 %) de cobre en estaño para inhibir la disolución de la metalización de película fina bajo la protuberancia de los chips BGA, por ejemplo, como Sn94Ag3Cu3.[17][19]
- El níquel puede añadirse a la aleación de soldadura para formar una solución sobresaturada con el fin de inhibir la disolución de la metalización de capa fina bajo la protuberancia.[19] En las aleaciones de estaño-cobre, una pequeña adición de Ni (<0,5 % en peso) inhibe la formación de huecos y la interdifusión de elementos de Cu y Sn[17] Inhibe la disolución del cobre, más aún en sinergia con el bismuto. La presencia de níquel estabiliza los intermetálicos cobre-estaño, inhibe el crecimiento de dendritas pro-eutécticas β-estaño (y por lo tanto aumenta la fluidez cerca del punto de fusión del eutéctico cobre-estaño), promueve una superficie brillante después de la solidificación, inhibe el agrietamiento de la superficie en el enfriamiento; tales aleaciones se denominan "modificadas con níquel" o "estabilizadas con níquel". Pequeñas cantidades aumentan la fluidez de la masa fundida, la mayoría al 0,06 %.[20] Pueden utilizarse cantidades subóptimas para evitar problemas de patentes. La reducción de la fluidez aumenta el llenado de agujeros y mitiga la formación de puentes y carámbanos.
- Se utiliza cobalto en lugar de níquel para evitar problemas de patentes en la mejora de la fluidez. No estabiliza los crecimientos intermetálicos en la aleación sólida.
- El indio reduce el punto de fusión y mejora la ductilidad. En presencia de plomo forma un compuesto ternario que experimenta un cambio de fase a 114 °C. Coste muy elevado (varias veces el de la plata), poca disponibilidad. Se oxida fácilmente, lo que causa problemas en las reparaciones y retrabajos, especialmente cuando no se puede utilizar fundente eliminador de óxido, por ejemplo, durante la fijación de matrices de GaAs. Las aleaciones de indio se utilizan para aplicaciones criogénicas y para soldar oro, ya que el oro se disuelve en el indio mucho menos que en el estaño. El indio también puede soldar muchos no metales (por ejemplo, vidrio, mica, alúmina, magnesia, titanio, circonio, porcelana, ladrillo, hormigón y mármol). Propenso a difundirse en los semiconductores y provocar un dopaje no deseado. A temperaturas elevadas, se difunde fácilmente a través de los metales. Baja presión de vapor, adecuado para su uso en sistemas de vacío. Forma intermetálicos frágiles con el oro; las soldaduras ricas en indio sobre oro grueso no son fiables. Las soldaduras a base de indio son propensas a la corrosión, especialmente en presencia de iones cloruro.[21]
- El plomo es barato y tiene propiedades adecuadas. Peor mojabilidad que el estaño. Tóxico, en vías de eliminación. Retarda el crecimiento de los barba de estaño, inhibe la plaga del estaño. Disminuye la solubilidad del cobre y otros metales en el estaño.
- La plata aporta resistencia mecánica, pero tiene peor ductilidad que el plomo. En ausencia de plomo, mejora la resistencia a la fatiga por ciclos térmicos. El uso de soldaduras SnAg con conductores recubiertos de HASL-SnPb forma la fase SnPb36Ag2 con un punto de fusión a 179 °C, que se desplaza a la interfaz placa-soldadura, se solidifica en último lugar y se separa de la placa.[15] La adición de plata al estaño reduce significativamente la solubilidad de los recubrimientos de plata en la fase de estaño. En la aleación eutéctica estaño-plata (3,5 % Ag) y aleaciones similares (por ejemplo, SAC305), tiende a formar plaquetas de Ag3Sn que, si se forman cerca de un punto de alta tensión, pueden servir como puntos de inicio de grietas y causar un rendimiento deficiente ante golpes y caídas; el contenido de plata debe mantenerse por debajo del 3 % para inhibir estos problemas[19] Alta movilidad iónica, tiende a migrar y formar cortocircuitos a alta humedad bajo polarización de CC. Favorece la corrosión de los soldadores y aumenta la formación de escoria.
- El estaño es el principal metal estructural habitual de la aleación. Tiene buena resistencia y mojabilidad. Por sí solo, es propenso a la plaga del estaño, al llanto del estaño y al crecimiento de barba de estaño. Disuelve fácilmente la plata, el oro y, en menor medida pero significativa, muchos otros metales, por ejemplo, el cobre; esto es especialmente preocupante en las aleaciones ricas en estaño con puntos de fusión y temperaturas de reflujo más elevados.
- El zinc reduce el punto de fusión y es barato. Sin embargo, es muy susceptible a la corrosión y la oxidación en el aire, por lo que las aleaciones que contienen zinc no son adecuadas para algunos fines, como la soldadura por ola, y las pastas de soldadura que contienen zinc tienen una vida útil más corta que las que no contienen zinc. Puede formar capas intermetálicas frágiles Cu-Zn en contacto con el cobre. Se oxida con facilidad, lo que dificulta la mojabilidad; requiere un fundente adecuado.
- El germanio en las soldaduras sin plomo a base de estaño influye en la formación de óxidos; por debajo del 0,002 % aumenta la formación de óxidos. La concentración óptima para suprimir la oxidación es del 0,005 %.[22] Utilizado, por ejemplo, en la aleación Sn100C. Patentado.
- Los elementos de tierras raras, cuando se añaden en pequeñas cantidades, refinan la estructura de la matriz en las aleaciones de estaño-cobre segregando impurezas en los límites de grano. Sin embargo, una adición excesiva da lugar a la formación de barba de estaño; también da lugar a fases de tierras raras espurias, que se oxidan fácilmente y deterioran las propiedades de la soldadura.[17]
- El fósforo se utiliza como antioxidante para inhibir la formación de escoria. Disminuye la fluidez de las aleaciones de estaño-cobre.

### Impurezas
Las impurezas suelen entrar en el depósito de soldadura por disolución de los metales presentes en los ensamblajes que se sueldan. La disolución de los equipos de proceso no es habitual, ya que los materiales suelen elegirse para que sean insolubles en la soldadura.
- Aluminio: poca solubilidad, causa lentitud de la soldadura y aspecto arenoso opaco debido a la formación de óxidos. La adición de antimonio a las soldaduras forma intermetálicos Al-Sb que se segregan en la escoria. Favorece la fragilización.
- Antimonio: añadido intencionadamente, hasta el 0,3 % mejora la mojabilidad, cantidades mayores degradan lentamente la mojabilidad. Aumenta el punto de fusión.
- Arsénico: forma intermetálicos finos con efectos adversos sobre las propiedades mecánicas, provoca la mojabilidad de las superficies de latón.
- Cadmio: causa lentitud en la soldadura, forma óxidos y empaña.
- Cobre: contaminante más común, forma intermetálicos en forma de aguja, provoca lentitud en las soldaduras, arenilla en las aleaciones, disminución de la mojabilidad.
- Oro: se disuelve fácilmente, forma intermetálicos quebradizos, la contaminación por encima del 0,5 % causa lentitud y disminuye la mojabilidad. Disminuye el punto de fusión de las soldaduras a base de estaño. Las aleaciones con más estaño pueden absorber más oro sin fragilizarse.[24]
- Hierro: forma intermetálicos, provoca arenilla, pero la velocidad de disolución es muy baja; se disuelve fácilmente en plomo-estaño por encima de 427 °C.[11]
- Plomo: provoca problemas de cumplimiento de la Directiva de Restricción de Sustancias Peligrosas por encima del 0,1 %.
- Níquel: causa arenilla, muy poca solubilidad en Sn-Pb
- Fósforo: forma fosfuros de estaño y plomo, provoca arenilla y mojabilidad, presente en el niquelado químico.
- Plata: a menudo se añade intencionadamente, en grandes cantidades forma intermetálicos que provocan arenilla y formación de granos en la superficie de la soldadura, potencial de fragilización.
- Azufre: forma sulfuros de plomo y estaño, provoca mojabilidad.
- Zinc: en fusión forma excesiva escoria, en uniones solidificadas se oxida rápidamente en la superficie; el óxido de zinc es insoluble en fundentes, lo que afecta a la reparabilidad; pueden ser necesarias capas de barrera de cobre y níquel al soldar latón para evitar la migración de zinc a la superficie; potencial de fragilización.

Acabados de la placa frente a la acumulación de impurezas en el baño de soldadura por ola:
- HASL, sin plomo (Hot Air Level): normalmente estaño prácticamente puro. No contamina los baños con alto contenido de estaño.
- HASL, con plomo: algo de plomo se disuelve en el baño
- ENIG (Electroless Nickel Immersion Gold): normalmente 100-200 micropulgadas de níquel con 3-5 micropulgadas de oro encima. Algo de oro se disuelve en el baño, pero los límites que exceden la acumulación son raros.
- Plata por inmersión: normalmente 10-15 micropulgadas de plata. Una parte se disuelve en el baño, pero es raro que se superen los límites de acumulación.
- Estaño de inmersión: no contamina los baños de alto contenido en estaño.
- OSP (conservante orgánico de soldabilidad): normalmente compuestos de tipo imidazol que forman una fina capa en la superficie del cobre. El cobre se disuelve fácilmente en baños con alto contenido de estaño.[25]

## Fundente

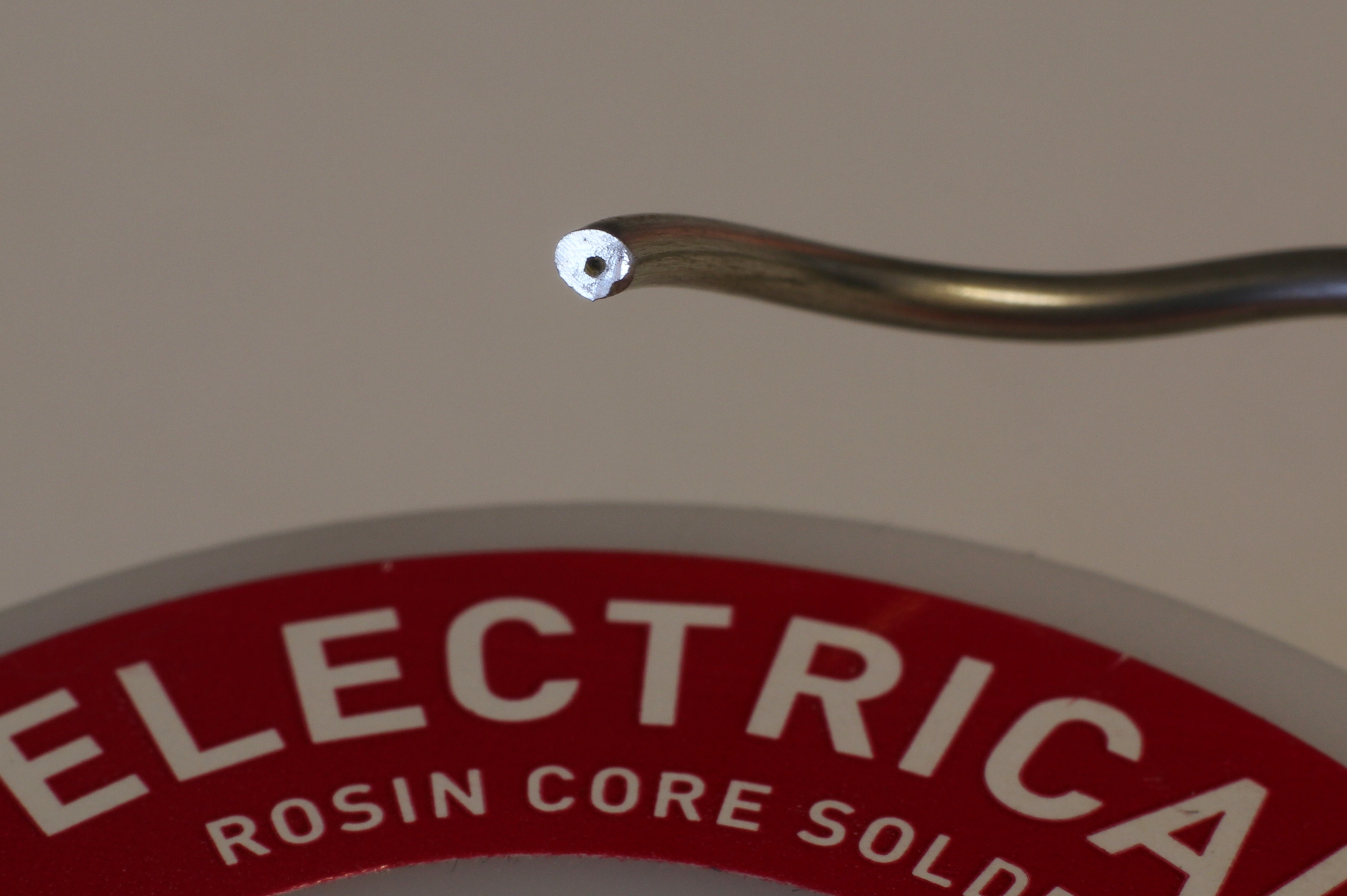
Soldadura eléctrica con un núcleo de colofonia integrado, visible como un punto oscuro en el extremo cortado del hilo de soldadura.

El fundente es un agente reductor diseñado para ayudar a reducir (devolver los metales oxidados a su estado metálico) los óxidos metálicos en los puntos de contacto para mejorar la conexión eléctrica y la resistencia mecánica. Los dos tipos principales de fundente son el fundente ácido (a veces llamado "fundente activo"), que contiene ácidos fuertes y se utiliza para reparar metales y en fontanería, y el fundente de colofonia (a veces llamado "fundente pasivo"), utilizado en electrónica. El fundente de colofonia se presenta en una variedad de "actividades", que corresponden aproximadamente a la velocidad y eficacia de los componentes ácidos orgánicos de la colofonia para disolver los óxidos de la superficie metálica y, en consecuencia, a la corrosividad del residuo de fundente.
Debido a la preocupación por la contaminación atmosférica y la eliminación de residuos peligrosos, la industria electrónica ha ido sustituyendo gradualmente los fundentes de colofonia por fundentes solubles en agua, que pueden eliminarse con agua desionizada y detergente, en lugar de con disolventes de hidrocarburos. Los fundentes solubles en agua suelen ser más conductores que los fundentes eléctricos/electrónicos utilizados tradicionalmente y, por tanto, tienen más posibilidades de interactuar eléctricamente con un circuito; en general, es importante eliminar sus restos después de soldar. También deben eliminarse las trazas de algunos fundentes de colofonia, y por la misma razón.
A diferencia del uso tradicional de barras o alambres en espiral de soldadura totalmente metálica y la aplicación manual de fundente a las piezas que se van a unir, desde mediados del siglo XX se ha utilizado mucha soldadura manual con núcleo de fundente. Se fabrica como un alambre de soldadura en espiral, con uno o más cuerpos continuos de ácido inorgánico o fundente de colofonia incrustados longitudinalmente en su interior. Cuando la soldadura se funde sobre la unión, libera el fundente y lo suelta también sobre ella.

## Funcionamiento
El comportamiento de solidificación depende de la composición de la aleación. Los metales puros solidifican a una temperatura determinada, formando cristales de una fase. Las aleaciones eutécticas también solidifican a una sola temperatura, precipitando todos los componentes simultáneamente en el llamado crecimiento acoplado. Las composiciones no eutécticas al enfriarse comienzan a precipitar primero la fase no eutéctica; dendritas cuando se trata de un metal, grandes cristales cuando es un compuesto intermetálico. Esta mezcla de partículas sólidas en un eutéctico fundido se denomina estado pastoso. Incluso una proporción relativamente pequeña de sólidos en el líquido puede reducir drásticamente su fluidez.
La temperatura de solidificación total es el solidus de la aleación, la temperatura a la que todos los componentes están fundidos es el liquidus.
El estado pastoso es el deseado cuando un cierto grado de plasticidad es beneficioso para crear la unión, permitiendo rellenar huecos más grandes o ser limpiado sobre la unión (por ejemplo, al soldar tuberías). En la soldadura manual de componentes electrónicos puede ser perjudicial, ya que la unión puede parecer solidificada cuando aún no lo está. Una manipulación prematura de la unión altera su estructura interna y compromete su integridad mecánica.

### Intermetálicos
Durante la solidificación de las soldaduras y durante sus reacciones con las superficies soldadas se forman muchos compuestos intermetálicos diferentes. Los intermetálicos forman fases distintas, normalmente como inclusiones en una matriz de solución sólida dúctil, pero también pueden formar la propia matriz con inclusiones metálicas o formar materia cristalina con diferentes intermetálicos. Los intermetálicos suelen ser duros y quebradizos. Los intermetálicos finamente distribuidos en una matriz dúctil dan lugar a una aleación dura, mientras que la estructura gruesa da lugar a una aleación más blanda. A menudo se forma una gama de intermetálicos entre el metal y la soldadura, con una proporción creciente del metal; por ejemplo, formando una estructura de Cu-Cu3Sn-Cu6Sn5-Sn. Pueden formarse capas intermetálicas entre la soldadura y el material soldado. Estas capas pueden causar debilitamiento y fragilidad de la fiabilidad mecánica, aumento de la resistencia eléctrica o electromigración y formación de huecos. La capa intermetálica oro-estaño es responsable de la escasa fiabilidad mecánica de las superficies doradas soldadas con estaño en las que el chapado en oro no se disolvió completamente en la soldadura.
En la formación de una unión soldada intervienen dos procesos: la interacción entre el sustrato y la soldadura fundida, y el crecimiento en estado sólido de compuestos intermetálicos. El metal base se disuelve en la soldadura fundida en una cantidad que depende de su solubilidad en la soldadura. El componente activo de la soldadura reacciona con el metal base con una velocidad que depende de la solubilidad de los componentes activos en el metal base. Las reacciones en estado sólido son más complejas: la formación de intermetálicos puede inhibirse cambiando la composición del metal base o de la aleación de soldadura, o utilizando una capa de barrera adecuada para inhibir la difusión de los metales.
Algunos ejemplos de interacciones son:
- El oro y el paladio se disuelven fácilmente en las soldaduras. El cobre y el níquel tienden a formar capas intermetálicas durante los perfiles de soldadura normales. El indio también forma capas intermetálicas.
- Los intermetálicos indio-oro son quebradizos y ocupan unas 4 veces más volumen que el oro original. Los alambres de unión son especialmente susceptibles al ataque del indio. Este crecimiento intermetálico, junto con los ciclos térmicos, puede provocar el fallo de los alambres de unión.[27]
- A menudo se utiliza cobre chapado en níquel y oro. La fina capa de oro facilita una buena soldabilidad del níquel, ya que lo protege de la oxidación; la capa tiene que ser lo suficientemente fina como para disolverse rápida y completamente, de modo que el níquel desnudo quede expuesto a la soldadura.[14]
- Las capas de soldadura de plomo-estaño sobre conductores de cobre pueden formar capas intermetálicas de cobre-estaño; entonces, la aleación de soldadura se agota localmente de estaño y forma una capa rica en plomo. Entonces, los intermetálicos Sn-Cu pueden quedar expuestos a la oxidación, con el consiguiente deterioro de la soldabilidad.[28]
- Cu6Sn5: común en la interfaz soldadura-cobre, se forma preferentemente cuando hay exceso de estaño; en presencia de níquel, puede formarse el compuesto (Cu,Ni)6Sn5.[4][17]
- Cu3Sn - común en la interfaz soldadura-cobre, se forma preferentemente cuando hay exceso de cobre disponible, más estable térmicamente que Cu6Sn5, a menudo presente cuando se produce soldadura a alta temperatura.[4][17]
- Ni3Sn4 - común en la interfaz soldadura-níquel.[4][17]
- FeSn2 - formación muy lenta.
- Ag3Sn - a mayor concentración de plata (más del 3 %) en estaño forma plaquetas que pueden servir como lugares de iniciación de grietas.
- AuSn4 - fase β - frágil, se forma en exceso de estaño. Es perjudicial para las propiedades de las soldaduras a base de estaño en capas doradas.
- AuIn2 - se forma en el límite entre el oro y la soldadura de indio-plomo, actúa como barrera contra la disolución del oro.

|           | Estaño                                   | Plomo            | Indio                      |
| --------- | ---------------------------------------- | ---------------- | -------------------------- |
| Cobre     | Cu4Sn, Cu6Sn5, Cu3Sn, Cu3Sn8             |                  | Cu3In, Cu9In4              |
| Níquel    | Ni3Sn, Ni3Sn2, Ni3Sn4 NiSn3              |                  | Ni3In, NiIn Ni2In3, Ni3In7 |
| Hierro    | FeSn, FeSn2                              |                  |                            |
| Indio     | In3Sn, InSn4                             | In3Pb            |                            |
| Antimonio | SbSn                                     |                  |                            |
| Bismuto   |                                          | BiPb3            |                            |
| Plata     | Ag6Sn, Ag3Sn                             |                  | Ag3In, AgIn2               |
| Oro       | Au5Sn, AuSn AuSn2, AuSn4                 | Au2Pb, AuPb2     | AuIn, AuIn2                |
| Paladio   | Pd3Sn, Pd2Sn, Pd3Sn2, PdSn, PdSn2, PdSn4 |                  | Pd3In, Pd2In, PdIn, Pd2In3 |
| Platino   | Pt3Sn, Pt2Sn, PtSn, Pt2Sn3, PtSn2, PtSn4 | Pt3Pb, PtPbPtPb4 | Pt2In3, PtIn2, Pt3In7      |

## Preforma
Una preforma es una forma prefabricada de soldadura especialmente diseñada para la aplicación en la que se va a utilizar. Se utilizan muchos métodos para fabricar la preforma de soldadura, siendo el estampado el más común. La preforma de soldadura puede incluir el fundente necesario para el proceso de soldadura. Éste puede ser un fundente interno, dentro de la preforma de soldadura, o externo, con la preforma de soldadura recubierta.

## Sustancias similares
La soldadura de vidrio se utiliza para unir vidrios con otros vidrios, cerámicas, metales, semiconductores, mica y otros materiales, en un proceso denominado unión de fritas de vidrio. La soldadura de vidrio tiene que fluir y humedecer las superficies soldadas muy por debajo de la temperatura a la que se produce la deformación o degradación de cualquiera de los materiales unidos o de las estructuras cercanas (por ejemplo, capas de metalización en chips o sustratos cerámicos). La temperatura habitual para conseguir que fluya y se humedezca se sitúa entre 450 y 550 °C (840 y 1.020 °F).